# Kärleksdrycken
Kärleksdrycken (italienska: L'elisir d'amore) är en italiensk opera (melodramma giocoso, en genre inom italiensk komisk opera) i två akter av Gaetano Donizetti. Libretto av Felice Romani efter Eugène Scribes libretto till Daniel-François-Esprit Aubers Le Philtre (1831).

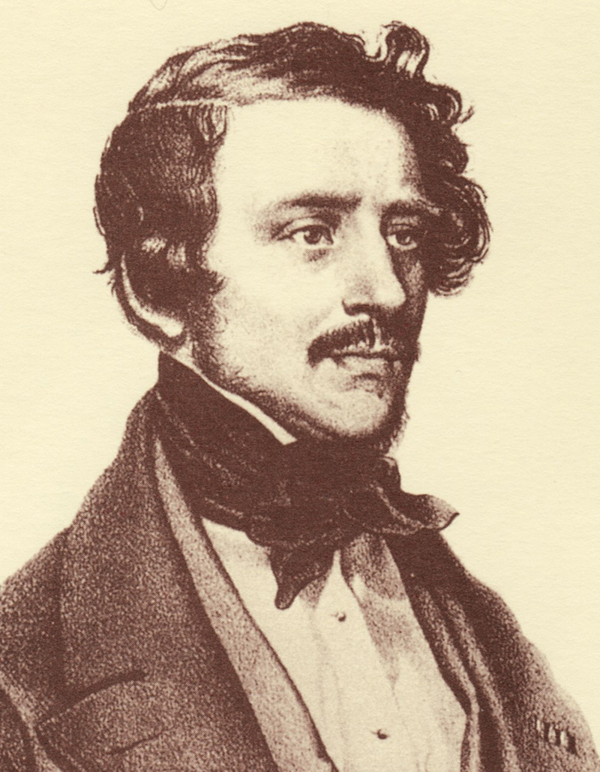
Gaetano Donizetti

## Historia
Fram till 1832 hade Donizetti redan skrivit flera komiska operor, men Kärleksdrycken blev hans största komiska succé. Den baskiska bymiljön, de typiska motiven från commedia dell'arte och okonstlade, folkviseliknande melodier gav stycket en folklig charm, som bidrog till dess popularitet. Kärleksdrycken är en av de oftast spelade av Donizettis operor och det finns ett stort antal inspelningar. Enligt Operabase är det den 13:e mest spelade operan i världen.
Premiären ägde rum på Teatro della Canobbiana i Milano den 12 maj 1832. 
Den svenska premiären ägde rum på Stockholmsoperan den 12 oktober 1840 och den iscensattes åter med premiär den 9 november 1932 och den 11 mars 1947.
Den sattes upp på Folkoperan med premiär 16 mars 2011
Göteborgsoperan hade premiär på Kärleksdrycken den 16 november 2013.

## Om operan
"Elisir di sì perfetta, di sì rara qualità..." ("Det perfekta elixiret, en så högst förträfflig dryck...") - så kommenterar Adina, Nemorino och byfolket berättelsen om den trolldryck som en gång sammanförde Tristan och Isolde. Legenden om Tristan och Isolde återberättas och tolkas i Kärleksdrycken till en början roat och ironiskt. Det är bara Nemorino som tror på dryckens verkan. Och den verkar faktiskt, men inte genom magi utan genom att den framkallar en inre förändring hos huvudpersonerna. Dulcamaras "trolldryck" är varken ett billigt lurendrejeri (bokstavligt talat, eftersom Nemorino får betala dyrt för flaskorna) eller något konstgrepp ur buffaoperans rekvisitaförråd, utan här får personerna istället verklig hjälp med att befria sig från sina hämningar och ge uttryck för sina äkta känslor.
Den lantliga idyllen får under föreställningens gång en genomgående allvarlig karaktär, där bykomedin får en djupare betydelse. Personerna har visserligen sina rötter i buffaoperan, men får genom Donizettis musik en betydligt mer differentierad och mångbottnad karakterisering. Nemorino ("Den lille ingen") framstår som ett dumhuvud. Men till och med när han i berusat tillstånd för sig riktig löjligt, så väcker han medkänsla. Hans kärlek till Adina är uppriktig och djup. Tack var "trolldrycken" får han den viktiga livserfarenheten att han skall stå för sina känslor. 
Till och med Dulcamara (namnet betyder "Bitterljuv", vilket motsvarar smaken på hans trolldryck) är mer än bara den stereotype kringresande kvacksalvaren. Den ytterst talföre, slipade rollgestalten "Dottore" hade ända sedan commedia dell'arte haft en given plats i den italienska komedierna. Donizetti hade redan i sin enaktare I Pazzi pre progetto (1830) skapat en liknande gestalt. Dulcamara som är en yttest tacksam roll för stora buffabasar, framkallar med sin entréaria "Udite, udite o rustici" ("Hör upp! Hör upp, ni bönder!") och ett trumpetsolo byns fulla förundran. Som den visa och erfarna människa han är, hjälper han sedan med sina knep de obeslutsamma att bli beslutsamma och därmed också lyckliga. 

### Una furtiva lagrima
Den berömda arian Una furtiva lagrima ("En förstulen tår") i akt II, som för övrigt inte förekommer i Scribes och Aubers förlaga utan är införd i operan av Romani och Donizetti, är ett paradnummer för stora tenorer. Den är också ett tecken på en nyvunnen mognad och innerlighet hos rollgestalten Nemorino. Men Donizetti låter inte det här lyriska ögonblicket passera utan att bryta stämningen och gå över från det allvarliga till det komiska. Arian inleds därför med den ovanliga kombinationen harpa, fagott (som annars är ett instrument som ofta används för komiska effekter) och pizzicaton i stråkarna.

## Personer
|                                                     |           | Vid premiären 12 maj 1832 |
| --------------------------------------------------- | --------- | ------------------------- |
| Nemorino, en enkel bondpojke, kär i Adina           | tenor     | Gianbattista Genero       |
| Adina, en rik landägerska                           | sopran    | Sabine Heinefetter        |
| Belcore, en sergeant                                | baryton   | Henri-Bernard Dabadie     |
| Doktor Dulcamara, en kringresande medicinförsäljare | basstämma | Giuseppe Frezzolini       |
| Giannetta, en bondflicka                            | sopran    |                           |
| Bönder, soldater i Belcores pluton                  |           |                           |

## Handling
Tid: 1800-talet.
Plats: En liten by i Italien.

### Akt I
Nemorino, en fattig och enkel bondpojke, älskar Adina, byns rikaste och mest välbelästa flicka. Han försöker få henne att älska honom, men hon vill inte veta av hans kärlek. I smyg hör han på när Adina läser historien om Tristan och Isolde för sina anställda under en rast i skördearbetet. Till byn kommer en soldattrupp, under befäl av sergeanten Belcore. Belcore försöker genast att vinna Adinas gunst och hon är inte helt ointresserad. Detta gör Nemorino förtvivlad. En stund senare anländer charlatanen och kringresande försäljaren av mediciner, doktor Dulcamara till byn och bjuder ut sina varor. När byborna handlat klart smyger sig Nemorino fram och frågar Dulcamara om denne har Isoldes berömda kärleksdryck till salu. Dulcamara svarar jakande och säljer en flaska rödvin till Nemorino, som tror att han köpt verklig medicin. Han dricker av vinet och blir berusad.

### Akt II
Adina, som träffat Nemorino medan denne lallade kring, går med på att gifta sig med Belcore, enbart för att såra Nemorino. Nemorino blir vid detta besked åter förtvivlad och beslutar sig i hastigt mod för att ta värvning i armén för att få tag på mer pengar att köpa mer av kärleksdrycken. Belcore går villigt med på att sätta upp ett värvningskontrakt; därigenom slår han två flugor i en smäll: Han värvar en ny soldat, samtidigt som han blir av med sin rival om Adinas kärlek.
Utan att Nemorino fått reda på saken visar det sig att han har ärvt en stor summa pengar — ett rykte som sprider sig i byn. Byns alla unga flickor flockas kring honom, vilket endast styrker honom i hans övertygelse om att kärleksdrycken fungerar. Dulcamara, som också han har börjat tro att det verkligen var kärleksdryck och inte rödvin han sålde till Nemorino, berättar för Adina om att Nemorino tagit värvning enbart för hennes skull. Adina blir så rörd att hon köper tillbaka hans värvningskontrakt och förklarar honom sin kärlek. Belcore lämnar förgrymmad byn med sina soldater.

## Kärleksdrycken på Göteborgsoperan, december 2013

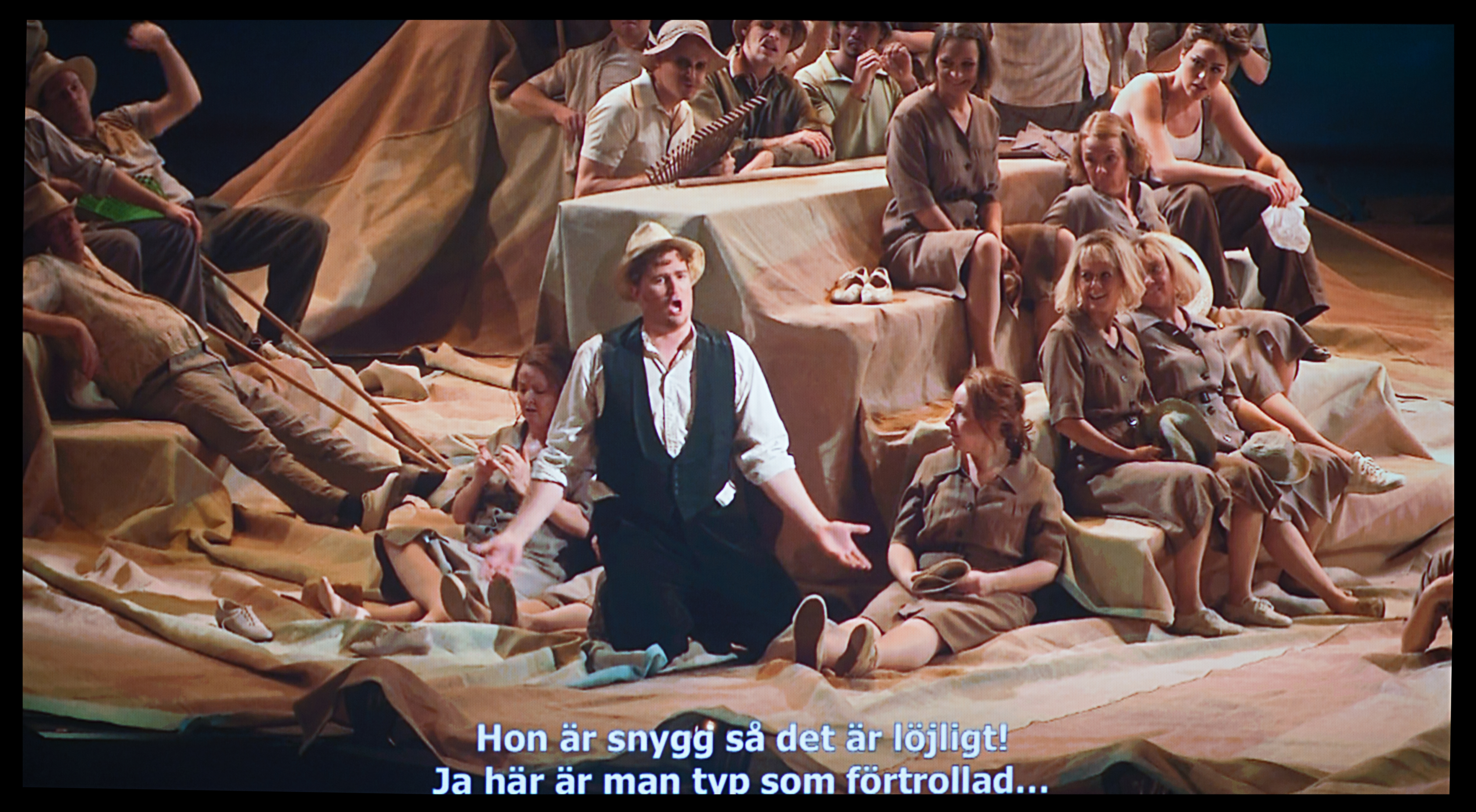
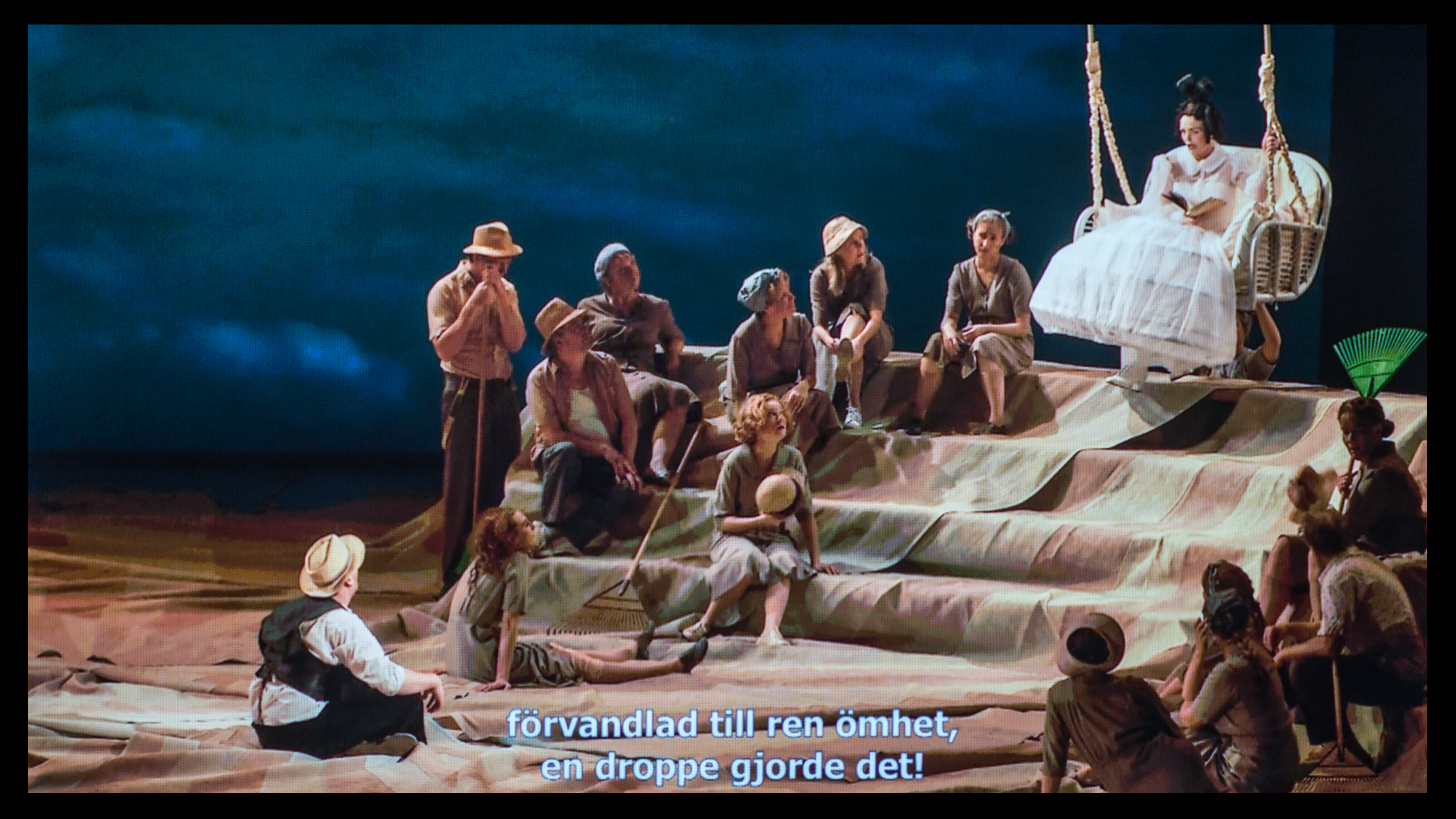
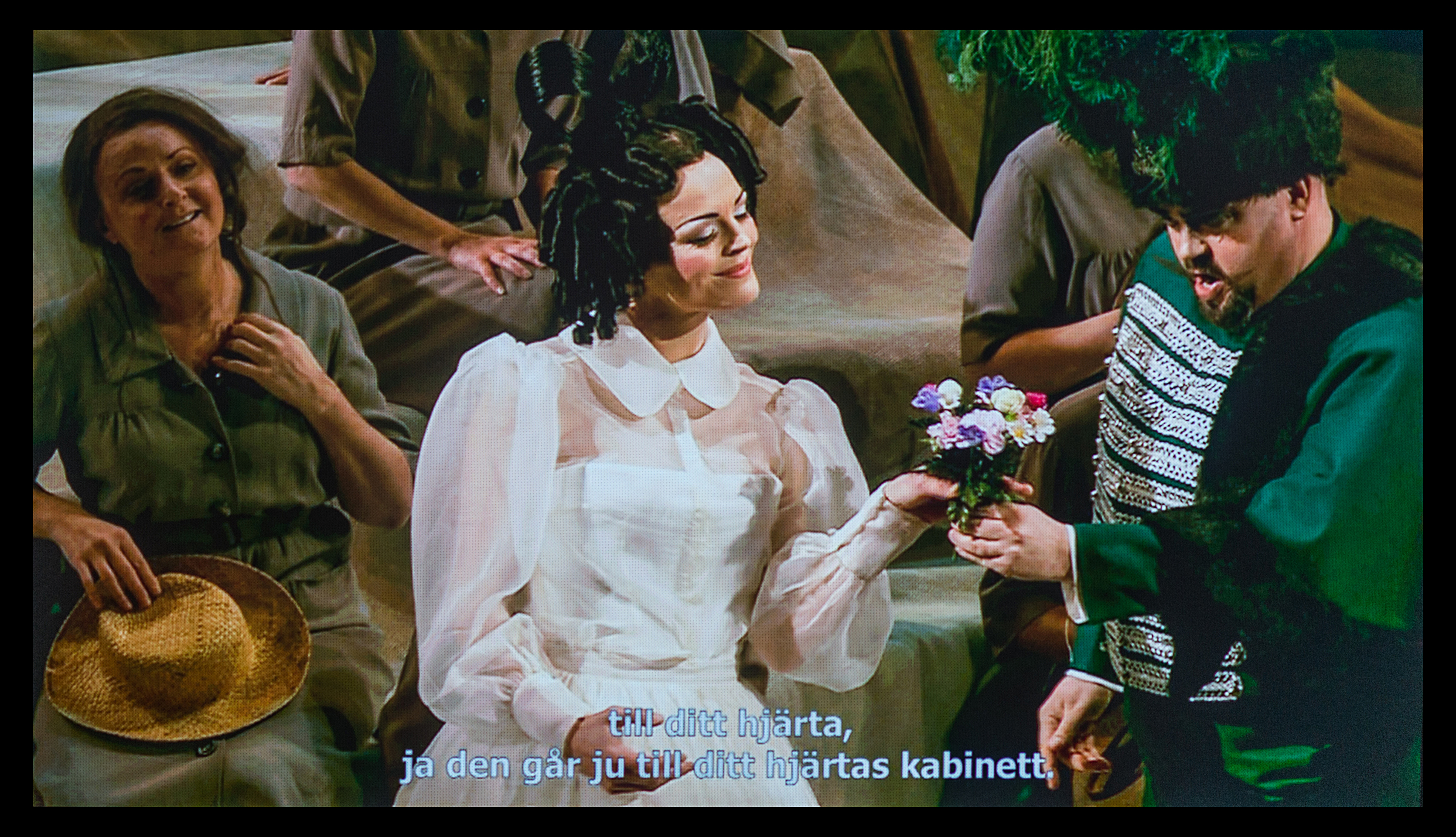
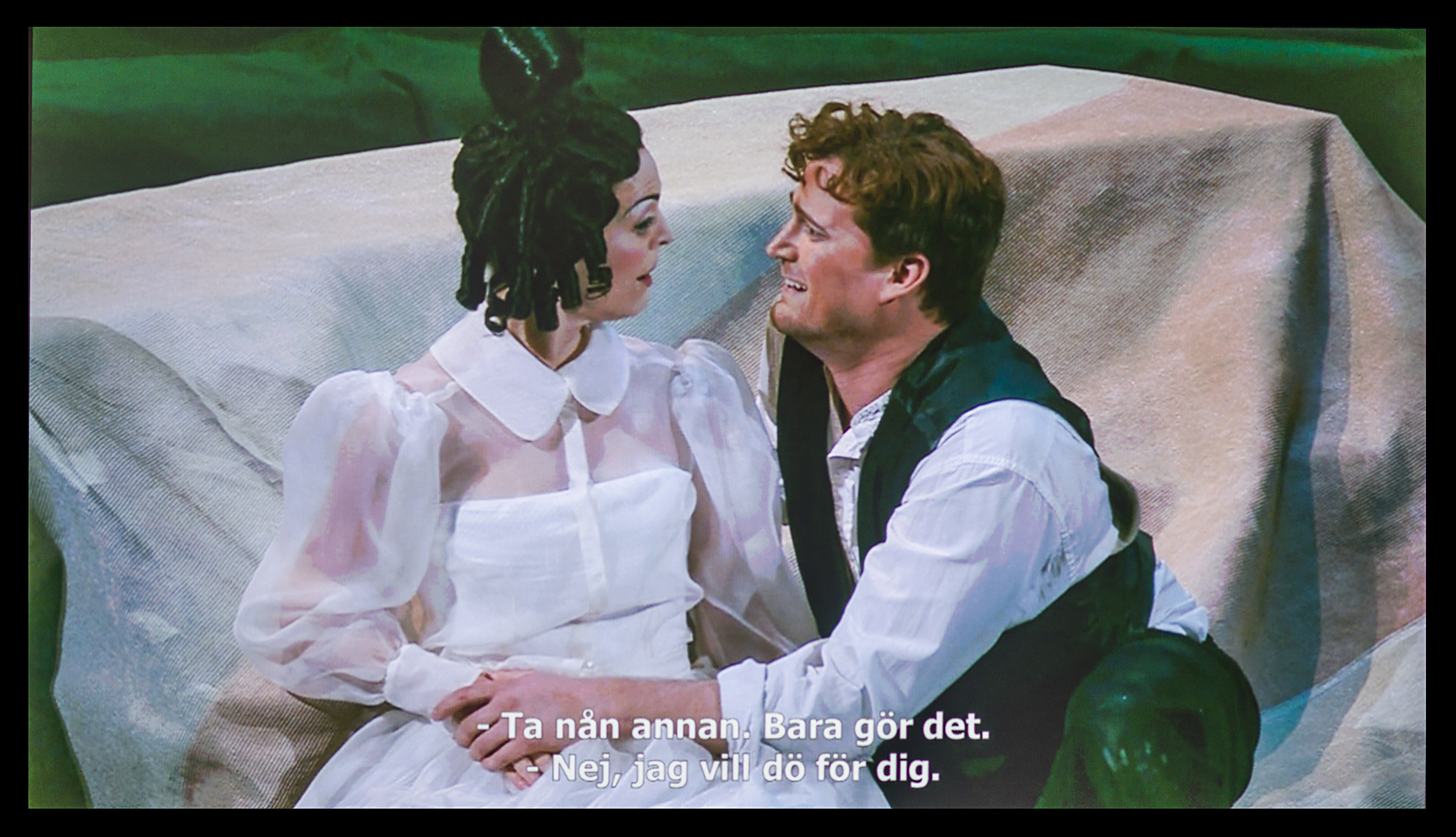
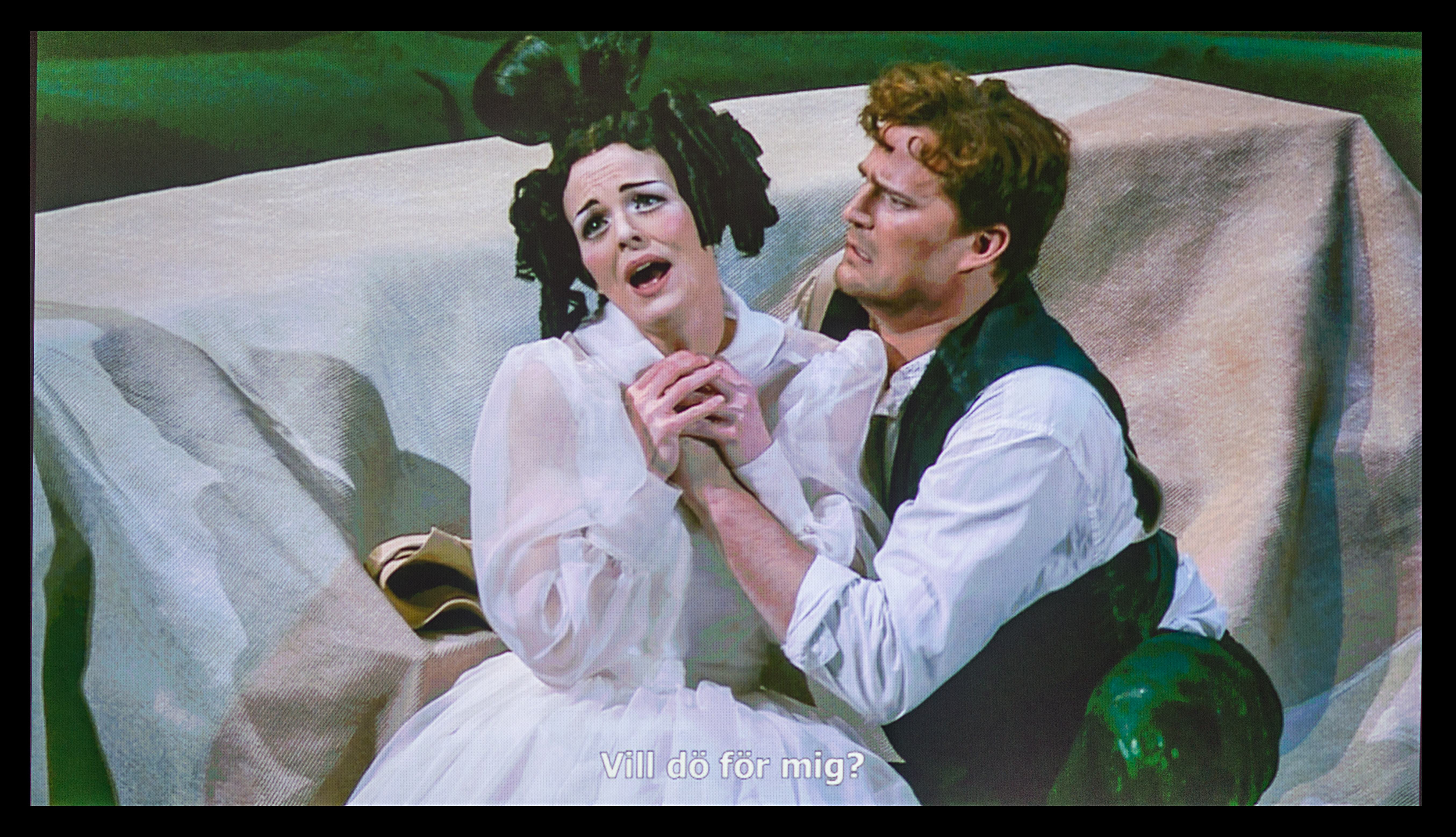
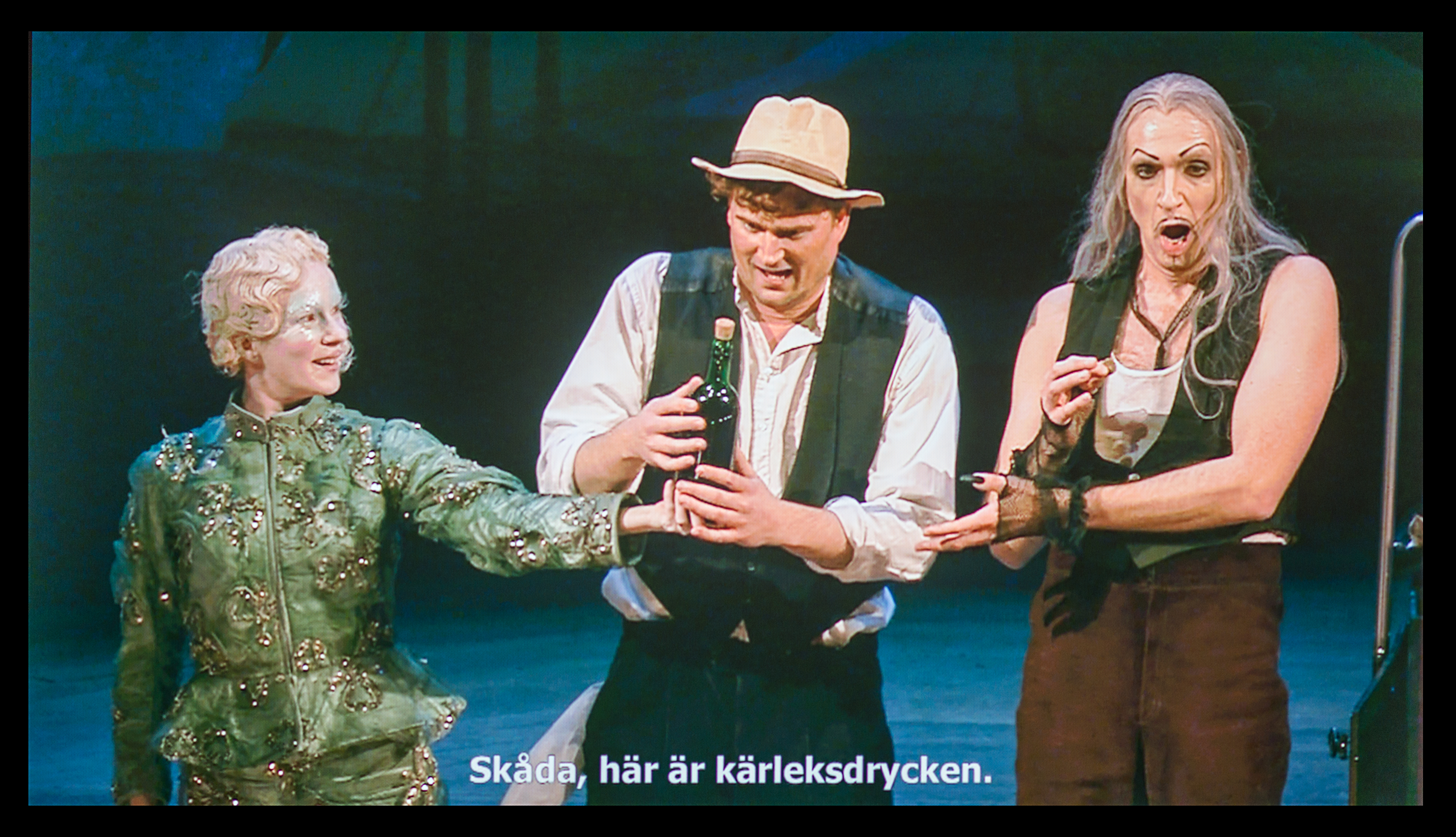
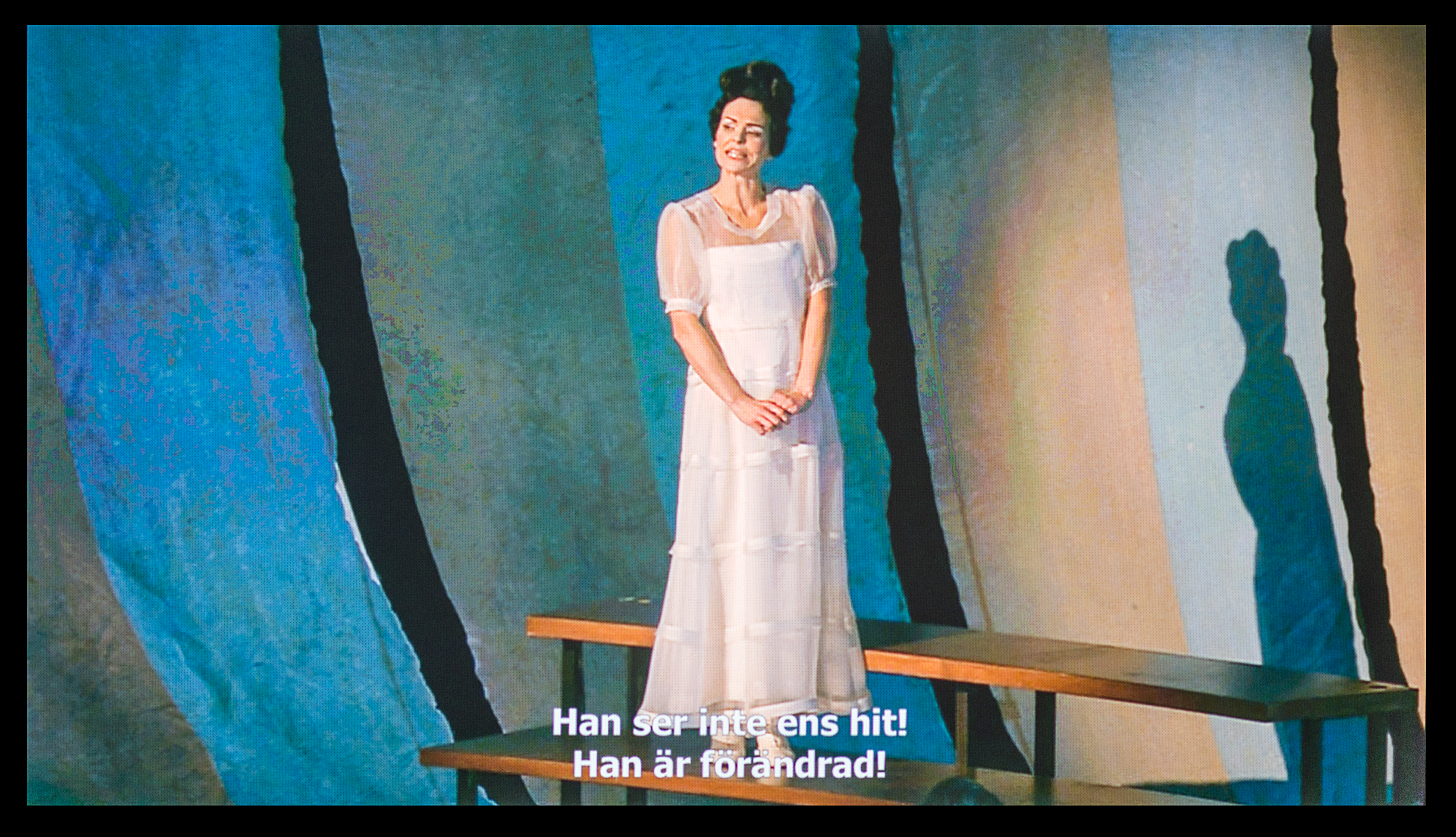
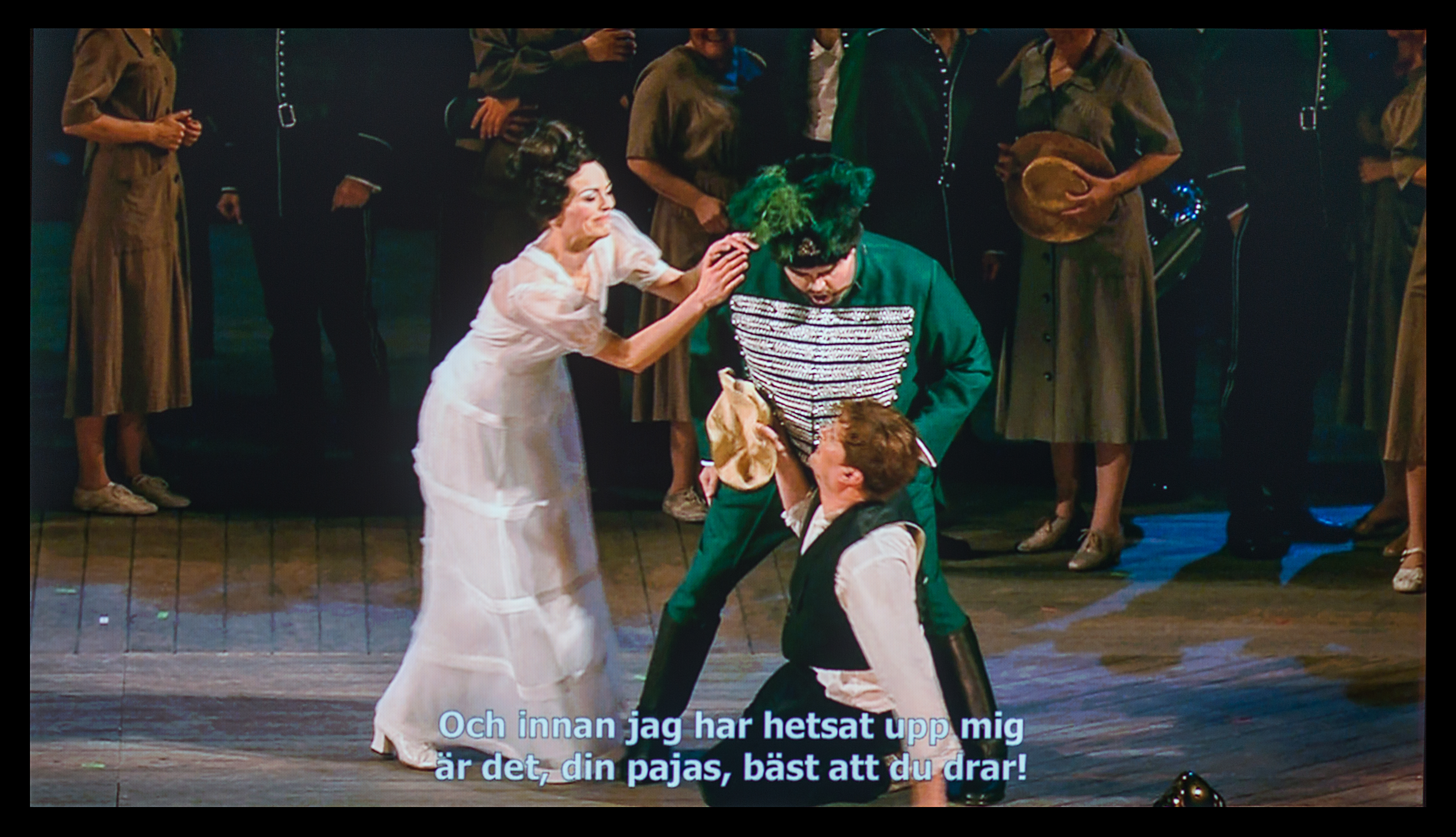
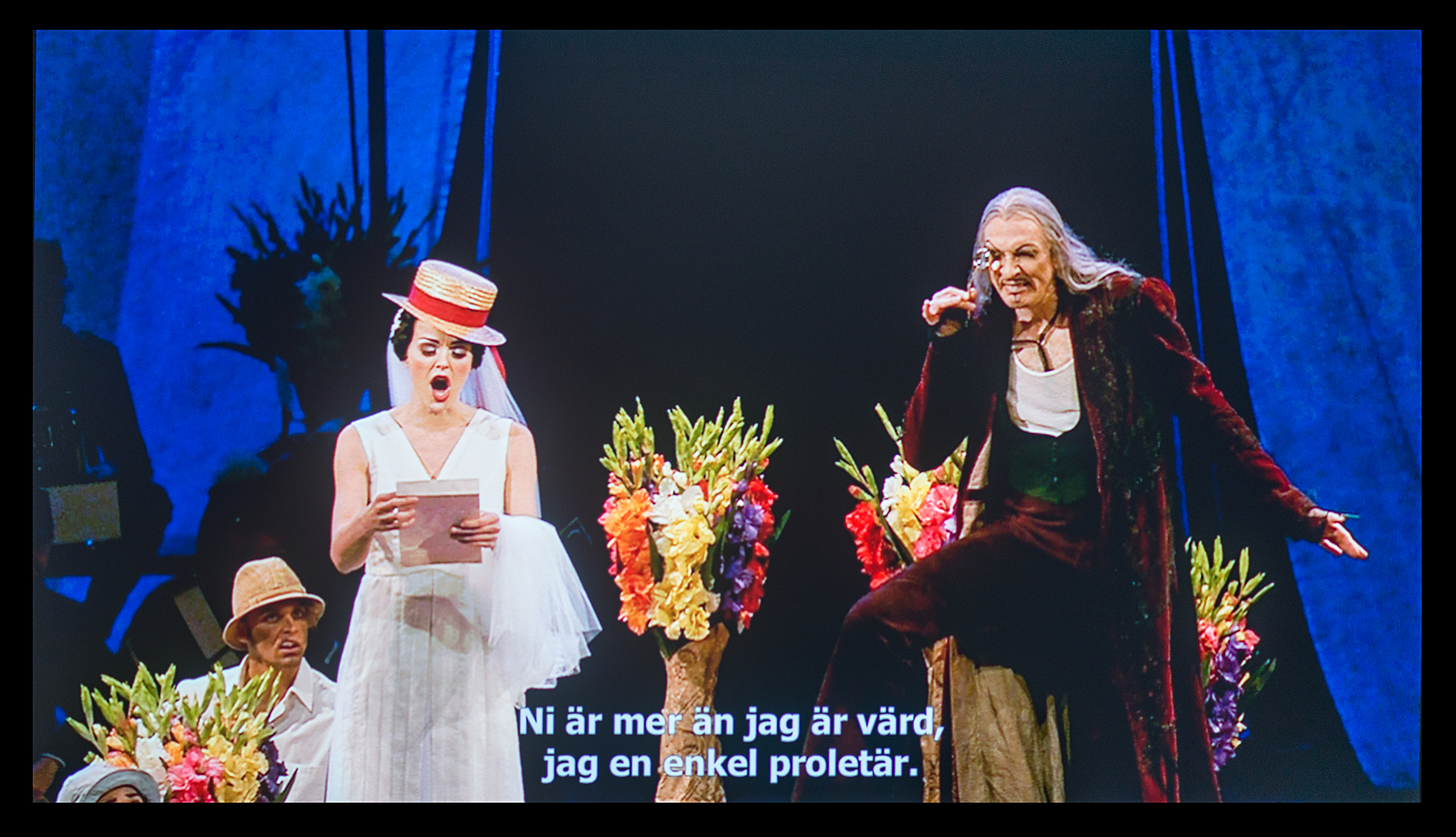
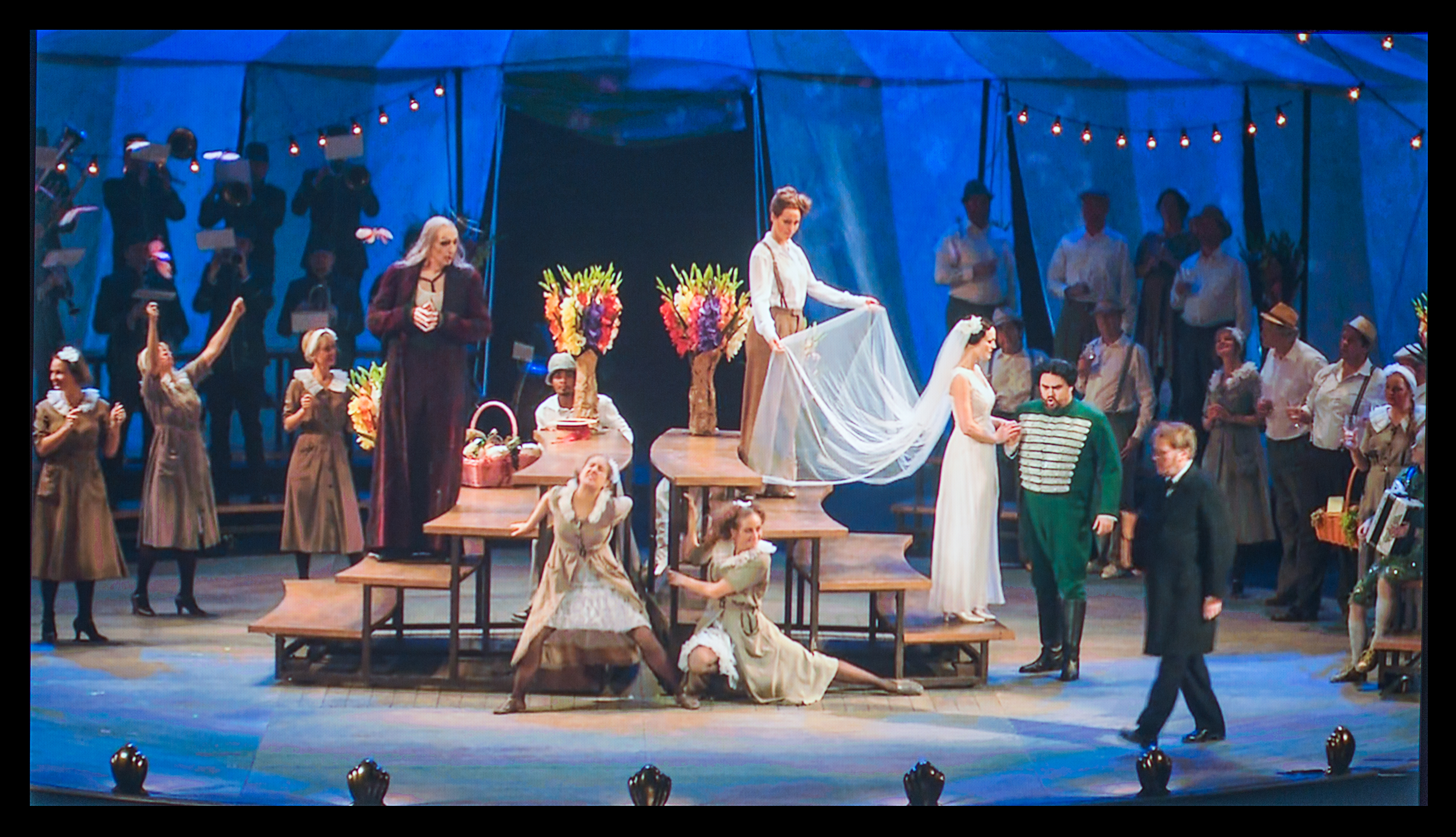
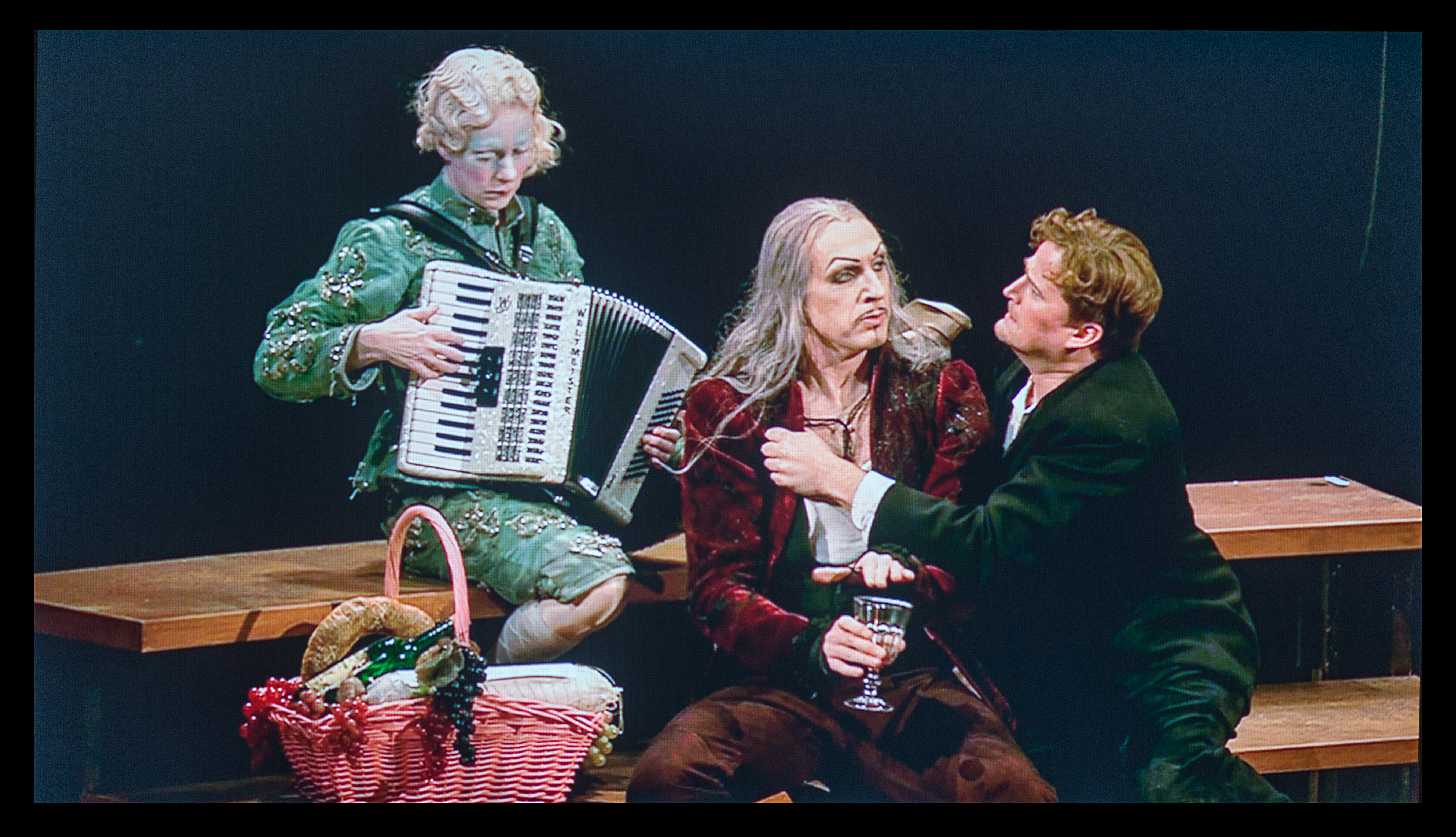
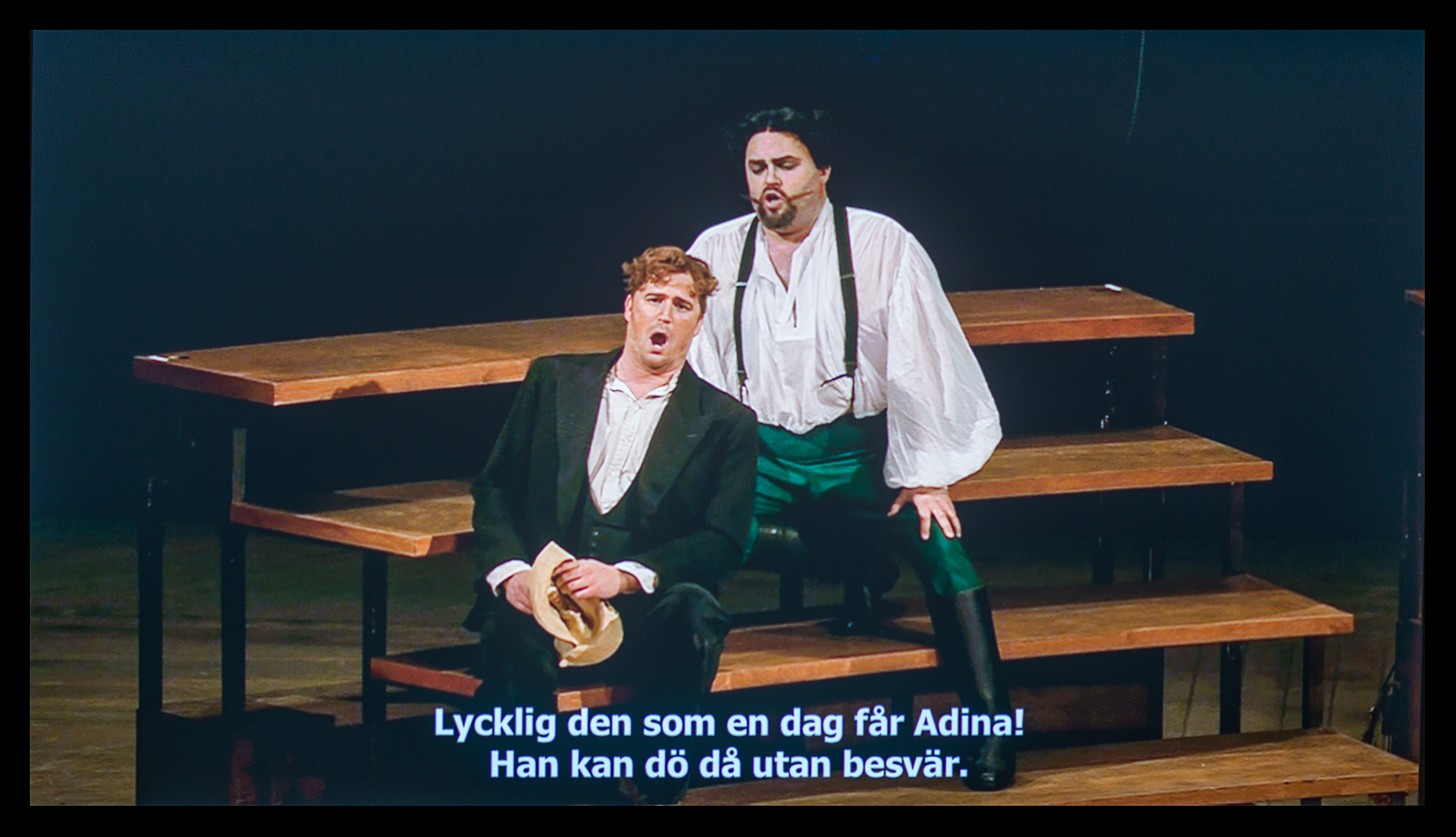
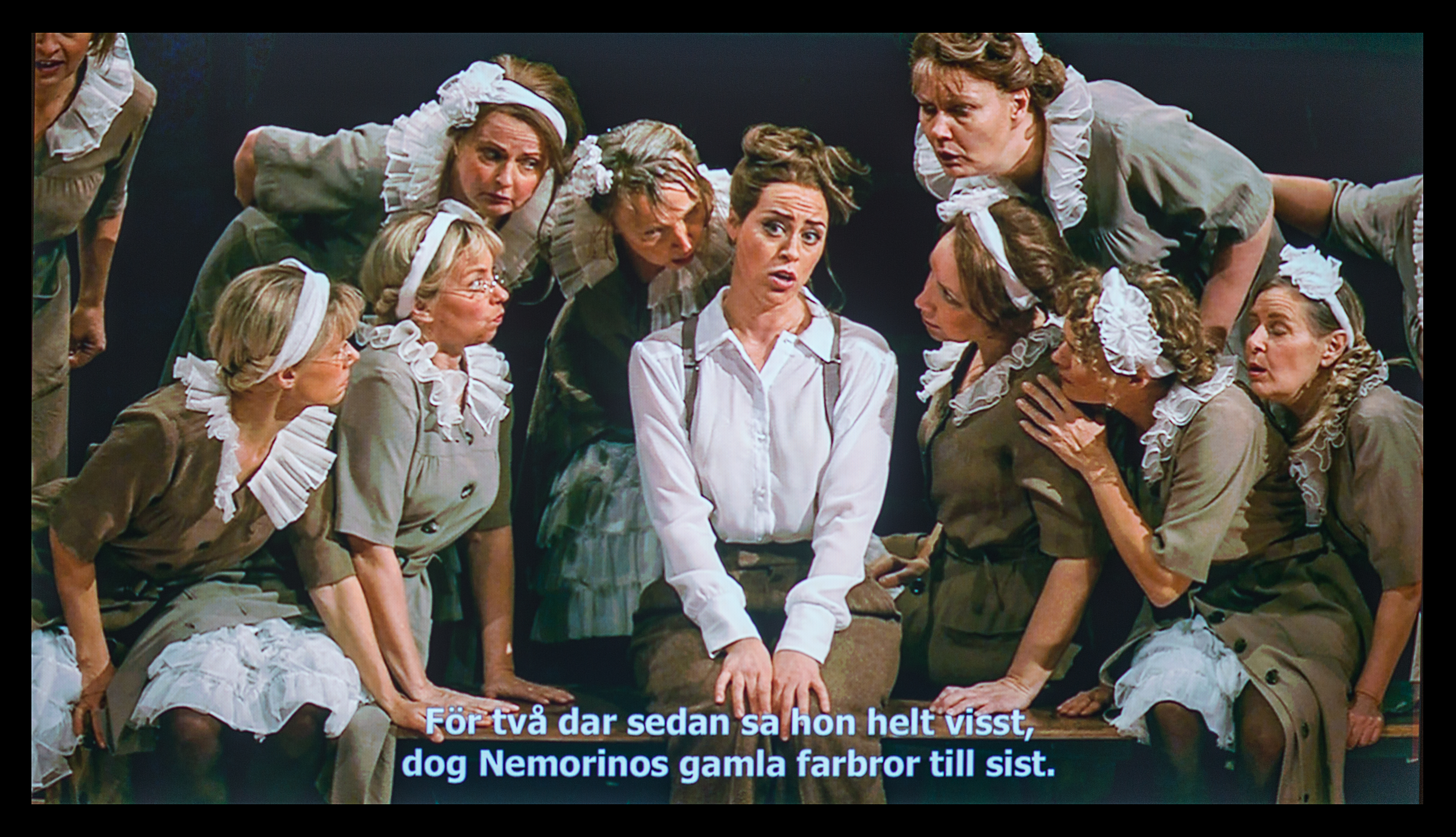
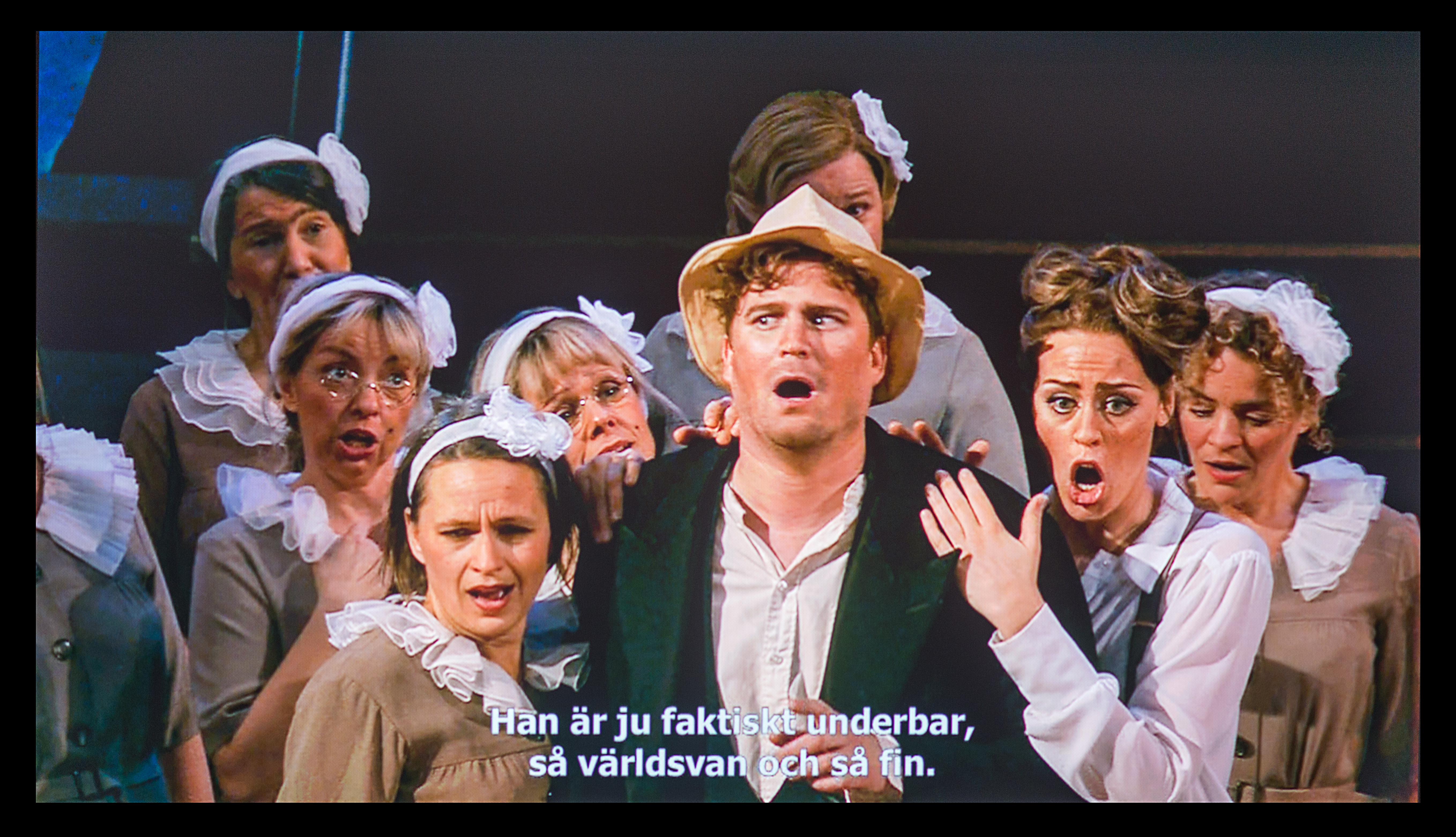
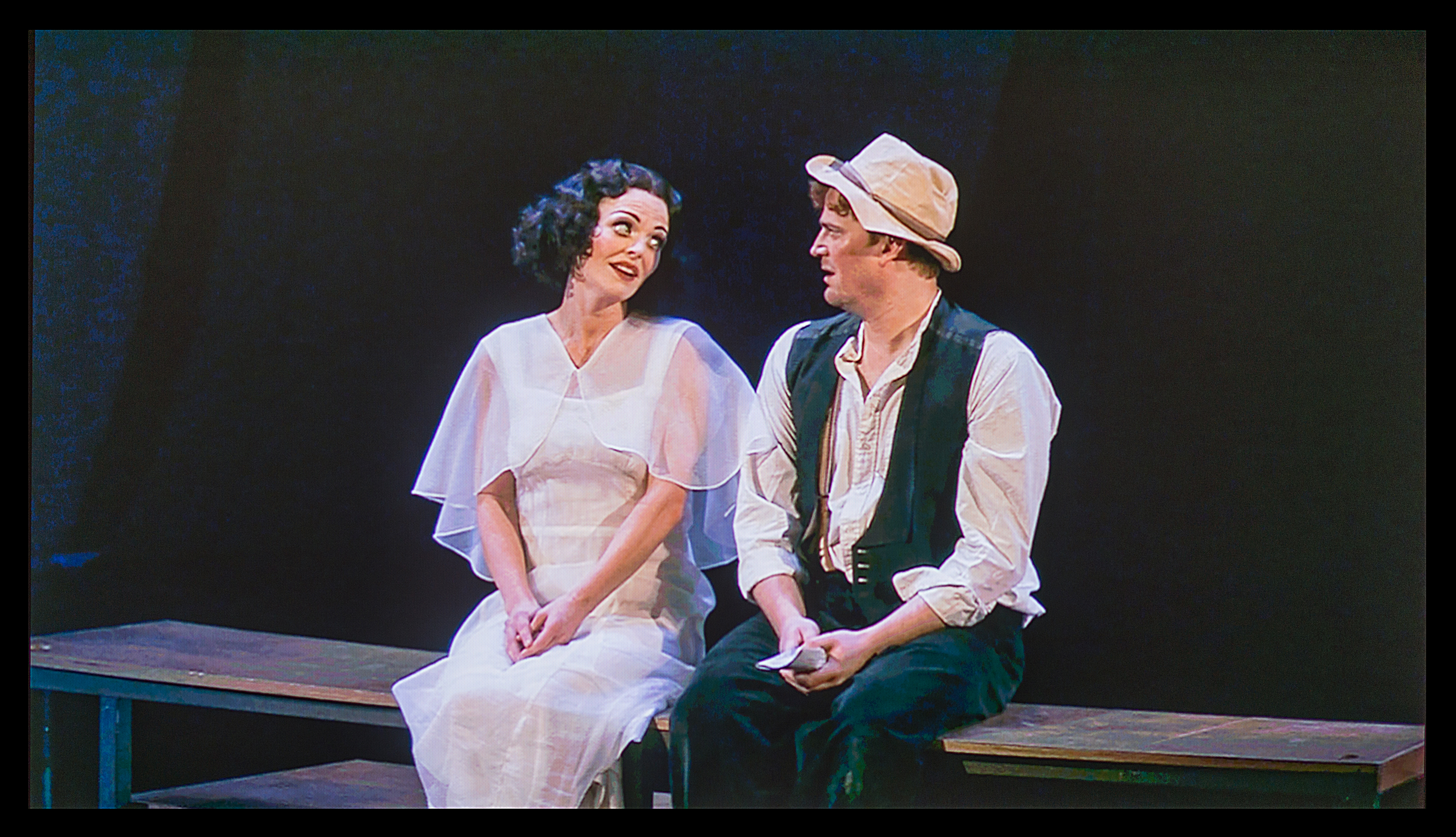
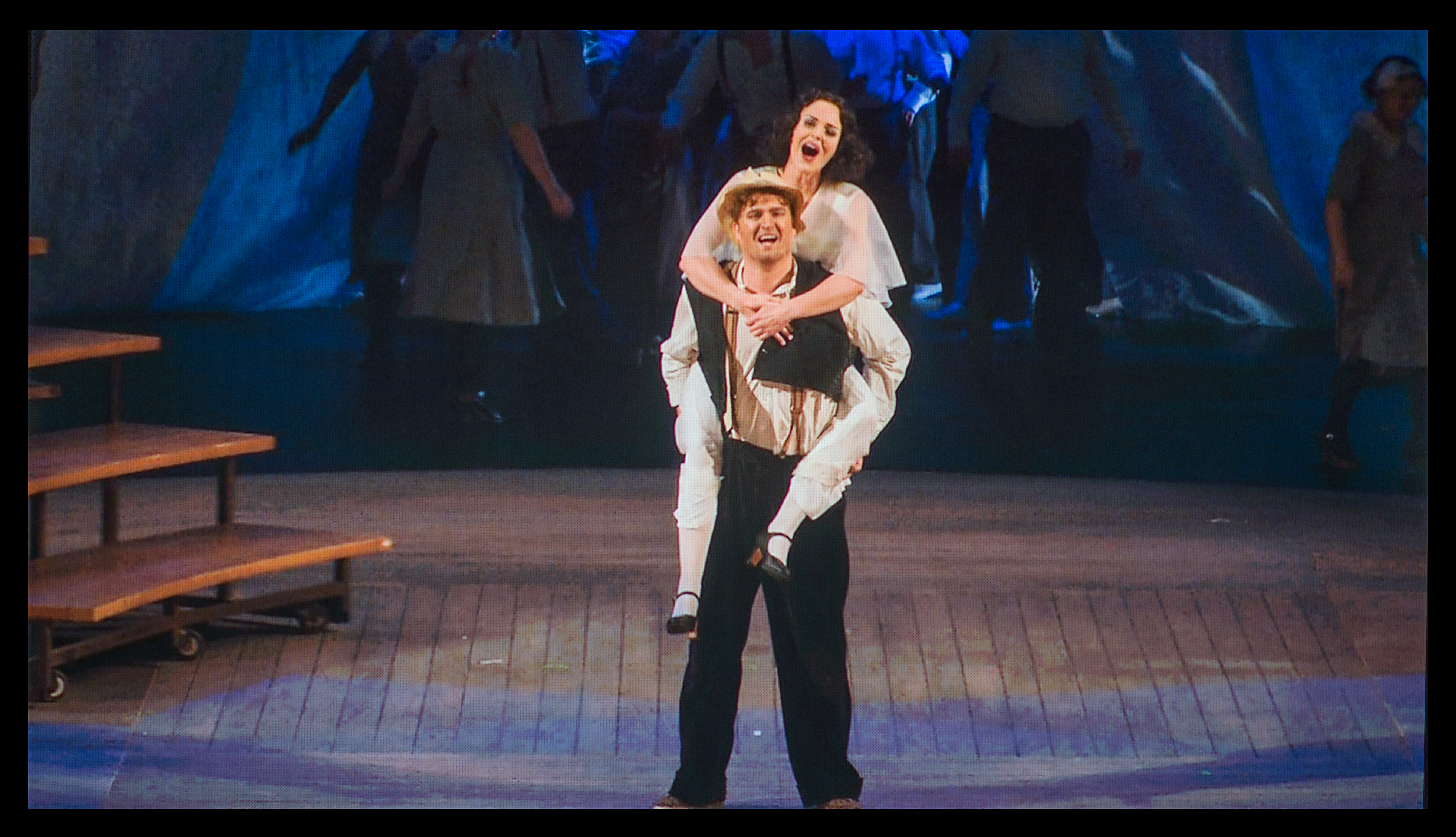

## Välkända arior
Akt 1
- Quanto é bella — Hur skönt är det inte (Nemorimo)
- Come paride vezzoso — På samma sätt som den sköne Paris (Belcore)
- Udite, udite o rustici — Hör upp, hör upp, ni bönder (Dulcamara)

Akt 2
- Una furtiva lagrima — En förstulen tår (Nemorimo)

## Inspelningar
- Deutsche Grammophon, Digital Stereo, 423 076-2 (2 cd-box); Inspelad i november 1986 i Teatro Verdi, Florens
  - Andina — Barbara Bonney
  - Nemorino — Gösta Winbergh
  - Belcore — Bernd Weikl
  - Il dottor Dulcamara — Rolando Panerai
  - Giannetta — Antonella Bandelli
  - Orchestra e Coro del Maggio Musicale Fiorentino. Dirigent Gabriele Ferro. Körmästare Roberto Gabbiani.
- Decca 475 7514. 2 cd. Sutherland, Pavarotti, Cossa, Malas. S. Ambrosian Singers. English Chamber Orchestra. Richard Bonynge, dirigent.[4]